# Fiammetta Ortega
Fiametta Ortega y Costa (née le 29 avril 1935 à  Bruxelles et morte à Paris le 29 mars 1999) est une actrice et metteuse en scène belge.

## Filmographie
- 1967 : Marie pour mémoire de Philippe Garrel
- 1969 : Le Joueur de quilles de Jean-Pierre Lajournade
- 1969 : Cinéma-Cinéma de Jean-Pierre Lajournade (court métrage)
- 1971 : La Fin des Pyrénées de Jean-Pierre Lajournade
- 1971 : Le Droit d'asile de Jean-Pierre Lajournade (court métrage)